# Xã Penn, Quận Johnson, Iowa
Xã Penn (tiếng Anh: Penn Township) là một xã thuộc quận Johnson, tiểu bang Iowa, Hoa Kỳ. Năm 2010, dân số của xã này là 23.549 người.